# Tommy Evans
Anthony „Tommy“ Evans (* 27. März 1973 in Banbridge) ist ein irischer Radsporttrainer und ehemaliger Radrennfahrer.

## Laufbahn als aktiver Sportler
Tommy Evans war einer der dominierenden irischen Radsportler von Mitte der 1990er bis in die 2000er Jahre hinein bei Rennen auf heimischem Boden. Schon 1991 gewann er als Junior die Irland-Rundfahrt in seiner Altersklasse. 1995 belegte er bei der irischen Straßenmeisterschaft der Elite Platz drei. Im Jahr darauf entschied er eine Etappe sowie die Gesamtwertung des Etappenrennens Rás Tailteann für sich.
1999 wurde Evans irischer Meister im Straßenrennen, Dritter der nationalen Meisterschaften im Einzelzeitfahren und siegte bei der Irish Sea Tour of the North, die er 2003 erneut gewann. 2002 wurde er jeweils Dritter der irischen Meisterschaft im Querfeldein- sowie im Straßenrennen. 2004 siegte Evans bei der Tour of Ulster und 2005 bei Ras Connachta. 2006 wurde er nochmals Dritter der irischen Zeitfahrmeisterschaft.
Seit 1999 hält Evans zudem Rekorde über mehrere Streckenlängen auf der Bahn.

## Evans als Trainer
Nach seinem Rücktritt vom aktiven Radsport wurde Tommy Evans Trainer beim irischen Radsportverband Cycling Ireland, mit dem erklärten Ziel, ein Team für die Mannschaftsverfolgung im Bahnradsport zu den Olympischen Spielen 2012 nach London zu entsenden. Evans warf jedoch nach den UCI-Bahn-Weltmeisterschaften 2010 in Kopenhagen das Handtuch. Seit 2011 arbeitet er als Cheftrainer für den Verband Triathlon Ireland.